# Anagyrus semifulvus
Anagyrus semifulvus är en stekelart som beskrevs av Girault 1915. Anagyrus semifulvus ingår i släktet Anagyrus och familjen sköldlussteklar. Inga underarter finns listade i Catalogue of Life.